# 꼬마방울뱀
꼬마방울뱀은 방울뱀의 한 종으로 몸길이 45~75cm이다. 독은 있지만 물려도 따끔따끔한 정도로, 다소 치명적인 방울뱀의 독과 대조된다.